# 巴氏扁鼻麗魚
巴氏扁鼻麗魚，為輻鰭魚綱鱸形目隆頭魚亞目慈鯛科的其中一種，分布於非洲坦干伊喀湖流域，為特有種，體長可達11公分，棲息在底中層水域，具有領域性，以岩石上的附著生物為食，生活習性不明，可作為觀賞魚。

## 擴展閱讀
維基物種上的相關：巴氏扁鼻麗魚